# Guillermo García Calvo
Guillermo García Calvo (Madrid, 4 de agosto de 1978) es un director de orquesta español, con una extensa carrera desarrollada en escenarios  internacionales como la Deutsche Oper Berlin (Ópera Alemana de Berlin), la Wiener Staatsoper (Ópera Estatal de Viena), con los que mantiene una estrecha relación, o la Ópera de París, entre otros, y españoles como la Ópera de Oviedo, el Gran Teatro del Liceo de Barcelona o el Teatro Real y el Teatro de la Zarzuela de Madrid. 
Desde la temporada 2017/2018 es Generalmusikdirektor del Theater Chemnitz (Alemania) y Director Titular de la Robert-Schumann-Philharmonie y, desde el 1 de enero de 2020, además, Director Musical del Teatro de la Zarzuela

## Biografía
Nacido en Madrid, en 1978, Guillermo García Calvo comenzó su educación musical con siete años con el piano como instrumento principal. Terminó sus estudios musicales en la Universidad de Música y Arte Dramático de Viena con una tesis sobre Parsifal y una interpretación de la Obertura de Tannhäuser en la Großer Saal del Musikverein. Entre 2001 y 2002 trabajó como ayudante de Iván Fischer y la Orquesta del Festival de Budapest y en el verano de 2007 para Christian Thielemann en la producción de El anillo del nibelungo en el Bayreuther Festspiele.
Desde 2002, García Calvo ha mantenido una estrecha relación con la Ópera Estatal de Viena, donde se ha responsabilizado de la preparación musical de más de medio centenar de títulos del repertorio operístico y ha dirigido más de 200 representaciones.
Debutó como director de ópera en 2003 con Hansel y Gretel en el Schlosstheater Schönbrunn (a los 25 años), y en diciembre de 2009 sustituyó a Daniele Gatti en una nueva producción de Macbeth de la Ópera Estatal de Viena. También cabe destacar su debut en la Ópera Alemana de Berlín con La Cenerentola.
En enero de 2016 tuvo lugar su debut en la Ópera de Florencia con la orquesta del Maggio Fiorentino dirigiendo Goyescas de Enric Granados y El amor brujo de Manuel de Falla. En abril de ese mismo año, debutó en el Palais Garnier de París.
En mayo fue responsable del «estreno en tiempos modernos» de la ópera Elena e Malvina de Ramón Carnicer con la Orquesta y Coros Nacionales de España.
En 2016 fue nombrado Generalmusikdirektor de la Ópera de Chemnitz (Alemania) y Director Titular de la Robert-Schumann-Philharmonie, cargos que asumió a partir de la temporada 2017/2018. En las temporadas al frente de estos puestos, García Calvo ha dado a las obras de Richard Wagner un importante papel en el repertorio del teatro creando una nueva producción de la tetralogía Der Ring des Nibelungen (El anillo del Nibelungo), una de cuyas óperas, Götterdämmerung (El ocaso de los dioses) recibió en 2019 el premio Faust a la mejor producción de ópera de Alemania.
Guillermo García Calvo compagina estos cargos con la dirección de óperas y conciertos en otros escenarios, destacando sus trabajos en la dirección de obras Siegfried (Ópera de Oviedo), que le valió el premio Ópera XXI a la mejor dirección musical en la temporada 2017/2018, Katiuska (Teatro de la Zarzuela), La Gioconda (Gran Teatre del Lieceu) o Don Giovanni (Opera de Paris).
En diciembre de 2019 se anunció su nombramiento como Director Musical del Teatro de la Zarzuela de Madrid, a partir del 1 de enero de 2020.

## Vida personal
Reside en Viena con su mujer Andrea, y tienen dos hijos.

## Premios
- 2017: Premio Internacional Leonardo Da Vinci[14]
- 2019: Premio Ópera XXI a la mejor dirección musical[15]

## Actuaciones destacadas
- Curro Vargas de Ruperto Chapí en el Teatro de la Zarzuela de Madrid (2014),[16] que fue premiada por los «Premios Líricos Campoamor», Oviedo, en 2014.[17]
- Goyescas de Enrique Granados en el Teatro Real de Madrid (Temporada 2014-2015).[18]
- Salomé de Richard Strauss en Teatre Principal de Palma (2016).[19]
- Der Ring des Nibelungen (El anillo del Nibelungo) de Richard Wagner en la Ópera de Chemnitz (2018)[20]
- La Gioconda de Amilcare Ponchielli en el Gran Teatro del Liceo de Barcelona (2019)[21]
- Don Giovanni de Wolfgang Amadeus Mozart en la Ópera de París (2019)[22]